# Fingerpicking
Fingerpicking er et engelsk låneord for spilleteknik på for det meste westernguitar, kan dog også anvendes på andre guitartyper, hvor tommelfingeren skifter rytmisk mellem to dybe strenge og en eller flere af de andre fingre spiller melodi eller improviserede musikalske linjer. Den kaldes også travis picking, efter countryguitaristen Merle Travis eller piedmont picking efter området Piedmont i USA. Den startede i den oprindelige akustiske blues i 1920'erne for at efterligne lyden af ragtime på klaver. En variant af formen fra Texas er karakteristisk ved, at tommelfingeren slår løs på en streng i stedet for at skifte mellem to. Men hovedvarianten blev indoptaget af moderne folkesangere, og har opnået raffinerede former hos især Bert Jansch, John Renbourn og Ralph McTell. 
Grundet den oprindelige ide med at efterligne lyden af ragtimeklaver har man også gjort meget i at omarrangere klaverstykker i ragtimegenren for guitar, og man har derfor ofte kunnet høre kompositioner af Scott Joplin og andre af hans samtidige fremført på guitar. Det har i det hele taget dannet grundlag for adskillige moderne guitaristers eksperimenter, ofte kaldet modern fingerpicking. Fremtrædende guitarister indenfor denne moderne stil er John Fahey, Leo Kottke, Pierre Bensusan og Martin Simpson.

## Ekstern henvisning
- guitaren.dk Arkiveret 23. oktober 2020 hos  Wayback Machine